# Comunitas Vorsorgestiftung
Die Comunitas Vorsorgestiftung mit Sitz in Bern versicherte Mitarbeitende von Schweizer Gemeinden sowie von weiteren Institutionen mit öffentlichen Aufgaben für die berufliche Vorsorge. Per 1. Januar 2017 hat die Comunitas mit der Previs Vorsorge fusioniert. Comunitas tritt seitdem als eigenständiges Vorsorgewerk unter der Dachmarke «Previs Vorsorge» auf.

## Geschichte
Die Comunitas Vorsorgestiftung wurde 1966 als Pensionskasse des Schweizerischen Gemeindeverbandes SGV gegründet. 1988 wurde sie in eine selbständige Stiftung umgewandelt.
Im Jahr 2016 haben die Stiftungsräte der beiden Vorsorgeeinrichtungen Comunitas und Previs Vorsorge den Beschluss zur Fusionierung gefasst. Mit dem Handelsregistereintrag ist die Fusion auf den 1. Januar 2017 rechtskräftig geworden. Seitdem tritt die Comunitas innerhalb der Previs Vorsorge als eigenständiges Vorsorgewerk auf. 